# マイケル・ローゼンバウム
マイケル・オーウェン・ローゼンバウム（英語: Michael Owen Rosenbaum、1972年7月11日 - ）は、アメリカ合衆国の俳優、声優。
アメコミ作品との関わりが深く、『ヤング・スーパーマン』でのレックス・ルーサー役やアニメ版『ジャスティス・リーグ』のフラッシュ役として知られる。

## 経歴

### 生い立ち
1972年7月11日、ニューヨーク州オーシャン・サイドに生まれ、インディアナ州で育った。ローゼンバウム家はドイツ系アメリカ人の家系であり、またユダヤ系ドイツ人の移民者でもある。ローゼンバウム自身も都会のニューヨーク州から牧歌的なインディアナ州に移り住んでからはユダヤ教徒として信心深く生活していたという。父マーク ・ローゼンバウム（Mark Rosenbaum）は薬剤師で、母ジュリー・ローゼンバウム（Julie Rosenbaum）は作家だった。家族は両親以外に兄弟姉妹が複数おり、また両親が後に離婚してそれぞれが再婚した事から継父・継母もいる。
インディアナ州ニューバーグの公立学校ジョン・Ｈ・キャッスル・ハイスクールを経て、ケンタッキー州ボーリンググリーンに設置されているウェスタン・ケンタッキー州立大学に入学した。大学時代は演劇を専攻する傍ら、学生団であるシグマ・アルファ・エプシロンの支部に入会している。

### 俳優業
大学卒業後はニューヨーク州に戻って役者活動を続け、1997年からは幾つかの映画やドラマに脇役として出演するようになり、徐々に若手の個性派俳優として注目を受け始める。
2001年、クラーク・ケントの若き日を描いたヒーロードラマ『ヤング・スーパーマン』（原題：Smallville）で、宿敵であるレックス・ルーサー役として出演した。ローゼンバウムは作品中で原作のレックスと同じボールドヘアー（頭髪のない頭）として、髪を剃ったスキンヘッド状態で役を演じている。冷徹だが信義は守る若きレックスが、親友クラークとの愛憎を通じて徐々に「悪の天才」となっていく姿を熱演し、2002年にはサターン賞の助演男優賞を受賞している。その後もシリーズが長期化する中でサターン賞やティーン・チョイス・アワードなどで幾度もノミネートを受けるなど、レックス・ルーサーのイメージに新風を吹き込む活躍を見せたが、第7シリーズをもって一度作品から降板している。2011年、『ヤング・スーパーマン』の最終シリーズでレックス・ルーサー役として再登場し、出世作となった作品の完結に花を添えた。
他に『ヤング・スーパーマン』出演中、俳優としてではなく声優として他のヒーロー作品と関わっている事でも知られている。2001年から2006年にかけて、ローゼンバウムはアニメ版『ジャスティス・リーグ』でフラッシュの声を担当し、2005年に放映された『ティーン・タイタンズ』でもキッド・フラッシュの声を受け持っている。2009年、『バットマン:ブレイブ&ボールド』でデッドマン役の声優として出演した。
現在もドラマや映画、アニメ作品への出演を続けており、2015年からはコメディドラマ（シットコム）の『Impastor』で主人公のバディ役で出演している。

## 主な出演作品

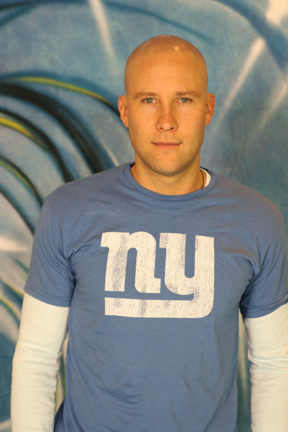
ボールドヘアーのローゼンバウム（2006年）

### 映画
| 公開年 | 邦題 原題                                                                    | 役名               | 備考           |
| ------ | ---------------------------------------------------------------------------- | ------------------ | -------------- |
| 1997   | 真夜中のサバナ Midnight in the Garden of Good and Evil                       | ジョージ・タッカー |                |
| 1998   | ルール Urban Legend                                                          | パーカー・ライリー |                |
| 2001   | スウィート・ノベンバー Sweet November                                        | ブランドン         |                |
| 2002   | 女子寮潜入大作戦! ソロリティー・ボーイズ Sorority Boys                       | アダム / アディナ  |                |
| 2003   | 女神が家にやってきた Bringing Down the House                                 | トッド             |                |
| 2005   | ウェス・クレイヴン's カースド Cursed                                         | カイル             | クレジットなし |
| 2005   | レーシング・ストライプス Racing Stripes                                      | ラフショッド       | 声の出演       |
| 2011   | キリング・ショット Catch.44                                                  | ブランドン         |                |
| 2012   | HIT＆RUN Hit and Run                                                         | ギル               |                |
| 2017   | ガーディアンズ・オブ・ギャラクシー:リミックス Guardians of the Galaxy Vol. 2 | マルティネックス   |                |
| 2023   | ガーディアンズ・オブ・ギャラクシー:VOLUME 3 Guardians of the Galaxy Vol. 3   | マルティネックス   |                |

### テレビシリーズ
| 放映年    | 邦題 原題                                                      | 役名               | 備考          |
| --------- | -------------------------------------------------------------- | ------------------ | ------------- |
| 1999-2000 | Zoe, Duncan, Jack and Jane                                     | ジャック・クーパー | 24エピソード  |
| 2001-2011 | ヤング・スーパーマン Smallville                                | レックス・ルーサー | 154エピソード |
| 2005      | フィラデルフィアは今日も晴れ It's Always Sunny in Philadelphia | コリン             | 1エピソード   |
| 2011-2012 | Breaking In                                                    | ダッチ             | 8エピソード   |
| 2015–2016 | Impastor                                                       | バディ             |               |

### テレビアニメ
- バットマン・ザ・フューチャー Batman Beyond (1999-2001)
- ジャスティス・リーグ Justice League (2001 -2004) - ウォーリー・ウェスト/ザ・フラッシュ
- Justice League Unlimited (2004 -2006)
- The Zeta Project (2001 - 2002)
- Static Shock (2000 - 2004)
- ジャッキー・チェン・アドベンチャー Jackie Chan Adventures (2004 - 2005) - ドラゴ
- ティーン・タイタンズ Teen Titans (2005) - キッド・フラッシュ
- Total Drama Island (2007 - 2008)
- バットマン:ブレイブ&ボールド Batman: The Brave and the Bold (2009) - デッドマン

### ビデオアニメ
- バットマン・ザ・フューチャー 蘇ったジョーカー Batman Beyond: Return of the Joker (2000)

### ゲーム
- Gladius" (2003)
- 龍が如く Yakuza" (2006)
- ダークセクター Dark Sector" (2008) - ヘイデン・テンノ
- ロリポップチェーンソー Lollipop Chainsaw (2012) - ニック・カーライル